# 山崎為徳
山崎 為徳（やまざき ためのり、旧字体：山崎 爲德、1857年3月28日〈安政4年3月3日〉 - 1881年〈明治14年〉11月19日）は日本の明治時代初期の宗教家、神学者。
同志社英学校で学び、開校以来の俊才と言われたが24歳で夭折した。
幼名は周作（旧字体：周󠄀作）。

## 生涯
仙台藩水沢城下に水沢伊達氏家臣の息子として生まれ、藩校の立生館（りゅうせいかん）、熊本洋学校などで学んだのち、明治8年（1875年）東京大学の前身、開成学校に入学するが、新島襄が京都に設立した同志社大学の前身、同志社英学校の方針に賛同し、明治10年（1877年）に転校する。同志社では新島襄の信頼をうけ、在学中から後進の教育にたずさわった。
明治12年（1879年）、郷里水沢の青年たちの招聘をうけ、夏季休暇中に帰郷。プロテスタントの教えを説いた。その時、小学校教員をしていた友人の片桐清治が影響を受ける。片桐は、山崎の招きを受け1880年に同志社に入学する。明治13年（1880年）主著『天地大原因論』を発表。そのほか同志社英学校の校務や講演会など精力的に活躍するが、肺結核にかかり、明治14年（1881年）京都市の新島邸宅内で死去。京都市左京区の哲学の道南端から登る若王子同志社墓地に墓所があり、郷里水沢大林寺の山崎家墓地には遺髪がおさめられている。

## 著作
- カピテーンゼンス 著、山崎為徳・松村元児・市原武正 訳『生産初歩』岡田屋嘉七、1873年6月。 NCID BA55976538。全国書誌番号:40060377 NDLJP:838682。
  - カピテーンヂヘーンス『改正 生産初歩』山崎為徳校訂、活版舎書肆、1873年6月。全国書誌番号:40060378 NDLJP:838683。
  - エルエル・ゼーンス 著、山崎為徳・松村元児・市原武正 訳『生産初歩』（復刻版）九州大学農学部農業経済学教室〈九州農業史史料 第4輯〉、1873年6月。 NCID BN12442078。
- 山崎為徳、デビス『天地大原因論』今村謙吉、1881年10月。 NCID BN06906356。全国書誌番号:40000190 NDLJP:752991。